# Marek Šimon
Marek Šimon (* 8. listopadu 1952 Praha) je český herec, člen Divadla Járy Cimrmana.

## Život
Nejprve se vyučil na automechanika a posléze si na večerním gymnáziu dodělal maturitu. Přihlásil se na Strojní fakultu ČVUT. Studium sice začal, ale nedokončil ho. Nastoupil do ČKD, kde pracoval na pozici plánovače a pak přešel mezi topiče. Od roku 1984 je činný v Divadle Járy Cimrmana, kam předtím rád chodil jako divák. Když se pak objevoval v hledišti na téměř každém představení, nabídli mu, zda by jim nechtěl dělat kulisáka. Šimon souhlasil, ale postupně přešel mezi herce ansámblu.
Počátkem roku 1981 jel jednou opilý taxíkem v Praze. V náladě během jízdy pronesl, že chce unést letadlo a emigrovat do Ameriky (jeho bratr již dříve emigroval), ukázal mu také svůj kapesní nůž. Taxikář okamžitě zavolal policii, která Šimona zatkla, vyslýchala a obvinila z příprav na opuštění republiky. Odsouzen byl na dva roky vězení, které strávil v plzeňské věznici na Borech. Při zdejším pobytu se setkal i s Václavem Havlem, s nímž později i sdílel jednu celu. Za jejich společného pobytu ve vězení se Šimon stal jedním z prvních čtenářů rukopisu Havlovy knihy Dopisy Olze. Na Havla měl Státní bezpečnosti (StB) donášet, což podle svých slov odmítl. V polovině trestu dostal nabídku na propuštění pro dobré chování, pokud podepíše spolupráci s StB. Vzhledem k odmítnutí si odpykal celý trest. Za jeho postoj patřil Havel mezi ty, již přišli Šimona po propuštění z vězení přivítat na svobodě. Díky známosti s Havlem také podepsal Chartu 77 a začal se objevovat mezi disidenty.
Po propuštění z vězení na něj StB začala vyvíjet nátlak a šikanovala jej i jeho rodinu. Šimon nakonec Státní bezpečnosti v září 1984 podlehl a v listopadu 1984 se stal jejím agentem. Ačkoliv zpočátku StB prozradil některé informace, měl z této spolupráce velké morální trauma, takže si začal od svých přátel, chartistů i divadelníků udržovat odstup, aby na ně neměl co donášet. Po prvním roce spolupráce dostal kvůli autonehodě v opilosti 10 měsíců vězení. Po propuštění na svobodu se pokoušel vyhýbat i Státní bezpečnosti. Na konci roku 1988 ho dva neznámí muži před jeho bytem brutálně zbili do bezvědomí, přičemž je pravděpodobné, že šlo o příslušníky StB. V Divadle Járy Cimrmana svým kolegům poté sám přiznal, že se stal konfidentem StB. Mezi prvními, kterým to sdělil, byla i Olga Havlová. Ve svazcích Státní bezpečnosti byl Marek Šimon veden pod krycími jmény Šiml a později Simona, a to od listopadu 1983 jako „prověřovaná osoba“, od července 1984 jako „kandidát tajné spolupráce“ a od listopadu 1984 jako „agent“.  V lednu 1989 byl jeho svazek uzavřen a v březnu 1989 uložen do archivu.
Šimon působil rovněž v Divadle Na Tahu, kde mu tamní principál a režisér Andrej Krob svěřoval jevištní vystoupení. Když pak následně členové Divadla Járy Cimrmana zjistili, že hraje, začal dostávat role i u nich. Vedle toho spolupracoval s Ladislavem Smoljakem také v jeho divadelním projektu Studio Láďa.
V roce 2017, u příležitosti 50. výročí od premiéry hry Akt v Malostranské besedě, začal na svou kameru natáčet časosběrný dokument ze zákulisí Divadla Járy Cimrmana. Za více než šest let natáčení sesbíral množství materiálu, který posléze umožnil vzniknout dokumentárnímu filmu Cimrmani zblízka, na němž Šimon spolupracoval s režisérem Filipem Nesládkem.

## Divadelní role
- Vražda v salonním coupé – Továrník Meyer
- Němý Bobeš – Marta, Hostinský Sluha, Papoušek, Baronova matka
- Dlouhý, Široký a Krátkozraký – Princ Jasoň, Princ Drsoň
- Posel z Liptákova Matka, Ptáček – Artur, František
- Lijavec – Správcová (Mlynář)
- Dobytí severního pólu – Varel Frištenský (Americký Čech)
- Blaník – Šlupka, učitel dějepisu Chvojka
- Záskok – podruh Bárta
- Švestka – Blažej Motyčka (Kamil Patka)
- Afrika – Uku, Náčelník Líná Huba, Bohuslav Puchmajer
- České nebe – Babička
- Hospoda Na mýtince – student cimrmanologie a Trachta